# Cyclemys
Cyclemys je rod sladkovodních želv z čeledi batagurovití. Rod se vyskytuje v celé jihovýchodní a jižní Asii a v současné době má sedm druhů.
Rod nebyl formálně posouzen IUCN s ohledem na objev, že rod obsahuje více druhů, než se předpokládalo, a přesto, že čelí rostoucí hrozbě nelegálního obchodu s divokou zvěří a ztráty lokality.

## Popis
Dorůstají se v průměru délky 25 cm. Jejich karapax je na povrchu podobný s listy rostlin. Obývají okolí mělkých, pomalu se pohybujících vodních ploch v lesích v kopcích. Dospělí přebývají především na souši, mladé želvy jsou většinu času ve vodě.
Vyznačují se kulatým tvarem karapaxu, který je obvykle tmavě zelené, hnědé, světle hnědé, nebo olivové barvy. Krunýř může mít významný páteřní kýl, který má od hlavy až k ocasu. Zoubkované okrajové štítky jsou běžné u mláďat. U dospělých mají zubaté pouze zadní okrajové štítky. Odlišující vlastnost rodu je sekundární rozdělení břišních štítků zhruba uprostřed plastronu.
Cyclemys patří k podřádu Cryptodira, u kterého umí želvy vytáhnout hlavu rovně a vertikálně zpět do krunýře, místo jejího skládání bokem, jako u podřádu Pleurodira. Zbarvení hlavy je různé druh od druhu od jednotvárného k pruhovanému s jasně červenými, nebo oranžovými pruhy. Plastron může mít tmavou nebo světlou (hnědé až žlutou) barvu. Nohy jsou částečně opatřeny plovací blánou a dobře vyvinuté pro pohyb ve vodě i na souši.
Pohlavní dospělosti dosahují v 7 až 12 letech, dříve samci než samice. Sexuální dimorfismus se u nich málokdy projevuje, i když samice pravděpodobně vyrostou trochu víc než samci. Samice obvykle snáší deset až patnáct vajec do hnízda.

## Rozšíření a potrava
Rozšíření řady jednotlivých druhů Cyclemys zůstávají nejasné, ale rod se vyskytuje v jižní Asii a Indočíně (ve Vietnamu, Myanmaru, Laosu, Kambodži, Barmě, Thajsku, jižní Číně, Bangladéši, Nepálu a severovýchodní Indii), stejně jako v jihovýchodní v Asii v Malajsii, Indonésii, Bruneji a na Filipínách.
Jsou všežraví, ale mladé želvy jsou více masožravé. Protože je jejich kořist většinou ve vodě, jsou mladé želvy ve vodě častěji než u dospělí.

## Druhy
- C. atripons – želva černoboká
- C. dentata – želva zubatá
- C. enigmatica – želva záhadná
- C. fusca – želva hnědá
- C. gemeli
- C. oldhamii – želva Oldhamova
- C. pulchristriata – želva pentličková[8]